# Arzama obliquata
Arzama obliquata är en fjärilsart som beskrevs av Augustus Radcliffe Grote och Robinson 1868. Arzama obliquata ingår i släktet Arzama och familjen nattflyn. Inga underarter finns listade i Catalogue of Life.